# Rotomoulding

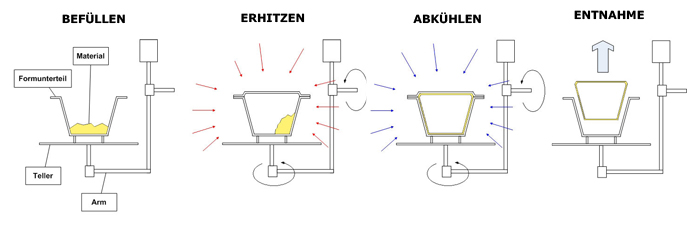
Proces formowania rotacyjnego

Rotomoulding (inaczej: formowanie rotacyjne) to technika formowania tworzyw sztucznych. Forma do formowania rotacyjnego dzieli się na 2 lub więcej części, jest zasypywana proszkiem lub granulatem tworzywa sztucznego, następnie jest umieszczana w piecu (temperatura około 200 °C) które w tym czasie przechodzi w stan płynny. Po wyjęciu z pieca forma jest następnie obracana względem dwóch osi tak, aby płynne tworzywo osadziło się na ściankach formy. Następnie forma jest ochładzana i otwierana, wyciągany jest gotowy detal.
Matryca może też być zalewana płynnym tworzywem.

## Zalety
- możliwość formowania detali o dużych wymiarach
- relatywnie niski koszt formy

## Wady
- czasochłonność (wykonanie pojedynczego detalu zajmuje około jednej godziny, przy małych detalach ok. 20 minut)